# XPath
XPath, a XML Path Language, é uma linguagem de consulta (Query Language) para selecionar nós de um documento XML. Ademais, XPath pode ser usada para computar valores (por exemplo, strings, números ou valores booleanos) do conteúdo de um documento XML. XPath foi definido pelo World Wide Web Consortium (W3C).

## Visão geral
A linguagem XPath é baseada em uma representação de árvore do documento XML, e fornece a capacidade de navegar ao longo da árvore, selecionando nós por uma variedade de critérios. Em utilização popular (embora não na especificação oficial), uma expressão XPath é muitas vezes referenciada simplesmente como "um XPath".
Originalmente motivada por um desejo de oferecer um modelo de sintaxe e comportamento comum entre XPointer e XSLT, subconjuntos da linguagem de consulta XPath são usados em outras especificações do W3C, como Esquema XML, XForms e o Internationalization Tag Set (ITS).
O XPath foi adotado por um número de bibliotecas e ferramentas de processamento de XML, muitas das quais também oferecem Seletores CSS, outro padrão W3C, como uma alternativa mais simples para XPath.
Os principais operadores da XPath são / e //. O primeiro serve para dar um passo na árvore XML, enquanto o segundo serve para pular vários níveis de uma só vez. Funciona de maneira parecida como se fosse uma árvore de diretórios. O resultado de cada expressão XPath é um conjunto de elementos especificados pelo caminho.